# Wallykazam!
Wallykazam! è una serie animata statunitense in CGI prodotta nel 2014 da Nickelodeon.
Il cartone animato è stato trasmesso negli Stati Uniti il 3 febbraio 2014 e in Italia il 26 ottobre 2015.

## Personaggi

### Personaggi principali
Wally: un troll azzurro di 6 anni. Ha un Magic Stick, ovvero un bastoncino magico che fa apparire parole in inglese. Voce originale di Thomas Langston, italiana di Paolo De Santis.
Norville: un drago rosso.  È il migliore amico di Wally. Voce originale di Dan Bittner, italiana di Giuseppe Magazzù.
Doug Orco: un orco di 7 anni. Gli piace studiare creature e giocare con le sue creature, ad esempio Borgelorp. Al giorno del suo compleanno ha solo una "Patata di compleanno" perché il Mostro della torta gli ruba la torta. Voce originale di Jorge Vega, italiana di Jolanda Granato. 
Gina Gigante: la vicina di casa di Wally, ma anche una delle sue migliori amiche. Le piace giocare con i pupazzi. Voce originale di Taliyah Whitaker, italiana di Giuliana Atepi.
Libby Sprizzo di Luce: una fata, una delle migliori amiche di Wally e di Gina Gigante. Le piace scrivere con i suoi sprizzi di luce. Voce originale di Jenna Iacono, italiana di Monica Volpe.
Stan dello Stagno: un mostro dello stagno. Non gli piace giocare e gli piace il fango. Non sorride quasi mai ed ha una nipotina di quattro anni di nome Marsha. Voce originale di J.R. Horne, italiana di Mario Zucca.

### Antagonisti
Bobgoblin: un goblin. Gli piace causare problemi e nell'episodio "Victor il Cattivo" diventa assistente di Victor col nome di Badgoblin, ma solo per un po'. Voce originale di Aria Capria, italiana di Luca Ghignone.
Victor il Cattivo: un cattivo del fumetto di Wally e Norville. Grazie al Magic Stick di Wally, lo libera dal fumetto e poi Wally e Norville fanno i supereroi per sconfiggerlo nella vita reale.
Mostro della Torta: un mostro che ruba le torte al giorno del compleanno di Doug Orco.

## Episodi

### Prima stagione
| N°    | Titolo originale           | Titolo italiano                       |
| ----- | -------------------------- | ------------------------------------- |
| 1     | Naptime for Borgelorp      | Il pisolino di Borgelorp              |
| 2     | Castle Caper               | Caccia alla corona                    |
| 3     | The Rock Can Talk          | La roccia parlante                    |
| 4     | How To Bathe Your Dragon   | Come fare il bagnetto al vostro drago |
| 5     | Dragon Hiccups             | Il drago col singhiozzo               |
| 6     | Picnic: Impossible         | Il picnic a sorpresa                  |
| 7     | Totally Swamped            | Facciamo ridere Stan                  |
| 8     | Day in the Dark            | Un giorno al buio                     |
| 9     | The Great Wishing Potato   | Un desiderio per Libby                |
| 10    | Running Rita               | Rita la velocista                     |
| 11    | The Cake Monster           | Il mostro della torta                 |
| 12    | Great Galloping Goblins    | Grande Goblin Galoppante              |
| 13    | Victor the Villain         | Victor il cattivo                     |
| 14    | Snow Place Like Home       | Il draghetto delle nevi               |
| 15    | The Switching Stone        | Un problema gigante                   |
| 16    | Play It Again, Stan        | Provaci ancora, Stan                  |
| 17    | A Tiny Problem             | Un piccolo problema                   |
| 18    | Castle Café                | Il ristorante del castello            |
| 19    | The Dragon Games           | Giochi dragheschi                     |
| 20    | Mustache Day               | La festa dei baffi                    |
| 21    | Wally Saves the Trollidays | Wally salva le vacanze invernali      |
| 22-23 | The Big Goblin Problem     | L'invasione dei Bobgoblin             |
| 24    | Hopgoblin                  | Bunny-goblin                          |
| 25    | The Explorers Club         | Il club degli esploratori             |
| 26    | Mission for Mom            | Una missione per la mamma             |

### Seconda stagione
| N° | Titolo originale                  | Titolo italiano           |
| -- | --------------------------------- | ------------------------- |
| 1  | The Nice Ninjas                   | I ninja                   |
| 2  | Home Swamp Home                   |                           |
| 3  | The Goblin Cold                   |                           |
| 4  | Rock and Troll                    | Rock and Troll            |
| 5  | Critter Campers                   |                           |
| 6  | The Big Cake Mistake              |                           |
| 7  | Dawn of the Zucchini              |                           |
| 8  | Ricky the Robot                   |                           |
| 9  | A Flouse in the House             |                           |
| 10 | Young Norville                    |                           |
| 11 | Snowgoblin                        | Snow-goblin               |
| 12 | The Great Missing Potato          |                           |
| 13 | Going Coconuts                    | Mai dire cocco            |
| 14 | Buddy Pal Friend Day              |                           |
| 15 | Keeping Cappie Happy              | Non piangere, Cappy       |
| 16 | The Collar Caper                  |                           |
| 17 | Wally's Great Big Birthday Hunt   |                           |
| 18 | Captain Animal                    |                           |
| 19 | The Bathmobile                    | La Vasca-mobile           |
| 20 | Act Like Your Hat                 |                           |
| 21 | The Chickephant's Getting Married | La Pollofantessa si sposa |
| 22 | A Very Villanous Vacation         |                           |
| 23 | Ted the Bed                       |                           |
| 24 | Power Tie                         |                           |
| 25 | Show and Tell and Run             |                           |
| 26 | Sticky Picnic                     |                           |

## Doppiatori
| Personaggio           | Doppiatore originale                                      | Doppiatore italiano |
| --------------------- | --------------------------------------------------------- | ------------------- |
| Wally                 | Thomas Langston                                           | Paolo De Santis     |
| Norville              | Dan Bittner                                               | Giuseppe Magazzù    |
| Doug Orco             | Jorge Vega                                                | Jolanda Granato     |
| Gina Gigante          | Taliyah Whitaker                                          | Giuliana Atepi      |
| Libby Sprizzo di Luce | Jenna Iacono                                              | Monica Volpe        |
| Bobgoblin             | Aria Capria Tony Bennett (parte cantata nell'episodio 21) | Luca Ghignone       |
| Stan dello Stagno     | J.R. Horne (1° voce) Bob Ari (2° voce)                    | Mario Zucca         |